# Eurobowl XVIII
Im Eurobowl XVIII wurde der Gewinner der 18. Saison der European Football League ermittelt. Die Vienna Vikings gewannen im heimischen Stadion gegen die Bergamo Lions mit 53 zu 20 und feierten damit ihren ersten Titelgewinn bei ihrer dritten Finalteilnahme.
Die Begegnung zwischen den Bergamo Lions und den Vienna Vikings war nicht nur die Neuauflage des Eurobowl XV von 2001, in den Jahren 2002 und 2003 trafen die beiden Mannschaften jeweils im Halbfinale aufeinander. Während 2001 und 2002 Lions deutlich gewannen, konnten sich im Vorjahr die Vikings äußerst knapp durchsetzen. Mit ihrer fünften Finalteilnahme bei drei Titelgewinnen schlossen die Bergamo Lions zu den Hamburg Blue Devils auf, dem bisher besten Team in der Geschichte des Eurobowl. Der Sieg der Vikings war der bislang höchste Sieg in einem Eurobowl.
Nach dem Erfolg der Vienna Vikings im Halbfinale wurde Wien als Austragungsort des Eurobowl bestimmt. Kickoff war am Samstag, den 10. Juli 2004 um 17 Uhr. Aufgrund der Finalteilnahme eines österreichischen Teams, beschloss der ORF, den Eurobowl live zu übertragen.
Als MVP des Spiels wurden Runningback Lance Gustafson auf Seiten der Vikings, der drei
Touchdowns erzielte, und Wide Receiver Peter Sangenette auf Seiten der Lions, der für zwei Touchdowns verantwortlich war, bestimmt.

## Scoreboard
| Eurobowl XVIII – Wien, Stadion Hohe Warte | Eurobowl XVIII – Wien, Stadion Hohe Warte | Eurobowl XVIII – Wien, Stadion Hohe Warte | Eurobowl XVIII – Wien, Stadion Hohe Warte                | Eurobowl XVIII – Wien, Stadion Hohe Warte                | Eurobowl XVIII – Wien, Stadion Hohe Warte                | Eurobowl XVIII – Wien, Stadion Hohe Warte                |
| ----------------------------------------- | ----------------------------------------- | ----------------------------------------- | -------------------------------------------------------- | -------------------------------------------------------- | -------------------------------------------------------- | -------------------------------------------------------- |
| Team                                      | Team                                      | Punkte                                    | Q1                                                       | Q2                                                       | Q3                                                       | Q4                                                       |
| Vienna Vikings                            | Vienna Vikings                            | 53                                        | 6                                                        | 12                                                       | 14                                                       | 21                                                       |
| Bergamo Lions                             | Bergamo Lions                             | 20                                        | 0                                                        | 0                                                        | 0                                                        | 20                                                       |
| Vikings                                   | Lions                                     | Spieler                                   | Spielzug                                                 | Spielzug                                                 | Spielzug                                                 | Spielzug                                                 |
| 6                                         | 0                                         | Lance Gustafson                           | 2-Yard Lauf                                              | 2-Yard Lauf                                              | 2-Yard Lauf                                              | 2-Yard Lauf                                              |
| 12                                        | 0                                         | Lance Gustafson                           | 56-Yard Lauf                                             | 56-Yard Lauf                                             | 56-Yard Lauf                                             | 56-Yard Lauf                                             |
| 18                                        | 0                                         | Luke Atwood                               | 15-Yard Pass von Shaw Olson                              | 15-Yard Pass von Shaw Olson                              | 15-Yard Pass von Shaw Olson                              | 15-Yard Pass von Shaw Olson                              |
| 26                                        | 0                                         | Lance Gustafson                           | 42-Yard Lauf (Conv. Lance Gustafson)                     | 42-Yard Lauf (Conv. Lance Gustafson)                     | 42-Yard Lauf (Conv. Lance Gustafson)                     | 42-Yard Lauf (Conv. Lance Gustafson)                     |
| 32                                        | 0                                         | Wolfgang Hable                            | 12-Yard Pass von Shaw Olson                              | 12-Yard Pass von Shaw Olson                              | 12-Yard Pass von Shaw Olson                              | 12-Yard Pass von Shaw Olson                              |
| 39                                        | 0                                         | Shaw Olson                                | 1-Yard Lauf (PAT Peter Kramberger)                       | 1-Yard Lauf (PAT Peter Kramberger)                       | 1-Yard Lauf (PAT Peter Kramberger)                       | 1-Yard Lauf (PAT Peter Kramberger)                       |
| 39                                        | 6                                         | Peter Sangenette                          | 80-Yard Kick-Off-Return                                  | 80-Yard Kick-Off-Return                                  | 80-Yard Kick-Off-Return                                  | 80-Yard Kick-Off-Return                                  |
| 46                                        | 6                                         | Luke Atwood                               | 9-Yard Pass von Shaw Olson (PAT Peter Kramberger)        | 9-Yard Pass von Shaw Olson (PAT Peter Kramberger)        | 9-Yard Pass von Shaw Olson (PAT Peter Kramberger)        | 9-Yard Pass von Shaw Olson (PAT Peter Kramberger)        |
| 46                                        | 14                                        | Peter Sangenette                          | 24-Yard Pass von Keath Bartynski (Conv. Keath Bartynski) | 24-Yard Pass von Keath Bartynski (Conv. Keath Bartynski) | 24-Yard Pass von Keath Bartynski (Conv. Keath Bartynski) | 24-Yard Pass von Keath Bartynski (Conv. Keath Bartynski) |
| 53                                        | 14                                        | Charley Enos                              | 6-Yard Pass von Shaw Olson (PAT Peter Kramberger)        | 6-Yard Pass von Shaw Olson (PAT Peter Kramberger)        | 6-Yard Pass von Shaw Olson (PAT Peter Kramberger)        | 6-Yard Pass von Shaw Olson (PAT Peter Kramberger)        |
| 53                                        | 20                                        | Keath Bartynski                           | 54-Yard Lauf                                             | 54-Yard Lauf                                             | 54-Yard Lauf                                             | 54-Yard Lauf                                             |